# فرودگاه محلی ویکتوریا
فرودگاه محلی ویکتوریا  (به انگلیسی: Victoria Regional Airport)  یک فرودگاه همگانی  با کد یاتا VCT است که یک باند فرود آسفالت دارد و طول باند آن ۲۷۷۴ متر است. این فرودگاه در  کشور کانادا قرار دارد و در ارتفاع ۳۵٫۱ متری از سطح دریا واقع شده است.

## شرکت‌های هواپیمایی و مقصدهای پروازی
The following شرکت هواپیمایی offers scheduled passenger service:
| شرکت‌های هواپیمایی                            | مقصدهای پروازی | Refs  |
| -------------------------------------------- | -------------- | ----- |
| تگزاس اسکای اجرا توسط کورپوریت فلایت منیچمنت | دالاس-فورت ورث | [ ۱ ] |